# Präsidentschafts- und Parlamentswahl in Guatemala 2019
Die Präsidentschafts- und Parlamentswahl in Guatemala 2019 fand am 16. Juni (1. Wahlgang) und 11. August (Stichwahl) statt. Bei der Präsidentschaftswahl wurde Alejandro Giammattei zum Präsidenten von Guatemala gewählt. Er wurde am 14. Januar 2020 als Präsident vereidigt. Seit seiner Machtübernahme beherrscht er das Land zunehmend autoritär und korrupt.

## Ausgangslage
In Guatemala endete 1996 ein 36 Jahre andauernder Bürgerkrieg. Die Aufarbeitung der Verbrechen kommt nicht voran. Noch immer ist Gewalt ein großes Problem im Land. Nach Angaben der UNO leben 60 % der mehr als 17 Millionen Guatemalteken in Armut, wovon speziell die indigene Bevölkerungsmehrheit betroffen ist. Aufgrund der prekären Sicherheitslage versuchen viele Guatemalteken auszuwandern. Im Juli 2019 wurde mit den USA ein Migrationspakt vereinbart, der Guatemala als sicheres Drittland definiert, und nach dem Flüchtlinge, die durch Guatemala reisen, nicht in den USA um Asyl ansuchen können, sondern stattdessen in Guatemala Asyl beantragen müssen. Der noch nicht vom Kongress ratifizierte Vertrag wird von der Bevölkerung abgelehnt und von den aussichtsreichsten Präsidentschaftskandidaten kritisch gesehen.
Eine ursprünglich sehr aussichtsreiche Kandidatin, die frühere Generalstaatsanwältin Thelma Aldana, wurde von der Wahl ausgeschlossen. Sie hatte in den Jahren davor gemeinsam mit der UN-Antikorruptionskommission CICIG mehrere ehemalige Präsidenten, Minister und Vertreter der Wirtschaft ins Gefängnis gebracht. Nach Morddrohungen floh sie in die USA. Ebenfalls ausgeschlossen wurde Zury Ríos, die Tochter des ehemaligen Diktators Efraín Ríos Montt, sowie zwei weitere potentielle Kandidaten.
Umfragen sagten eine relativ niedrige Wahlbeteiligung von 61 % voraus. Als häufigster Grund, nicht wählen zu gehen, wurde das Fehlen eines geeigneten Kandidaten angegeben. Laut Umfragen waren die wichtigsten Themen für die Wähler die Sicherheitslage im Land, die Arbeitslosigkeit, die hohen Lebenshaltungskosten und die Korruption.
Rund 8 Millionen Wahlberechtigte waren zur Wahl des Nachfolgers von Staatspräsident Jimmy Morales aufgerufen. Die guatemaltekische Verfassung erlaubt keine Wiederwahl des Staatspräsidenten. Sollte keiner der 19 Kandidaten im ersten Wahlgang mehr als 50 % der Stimmen erreichen, war eine Stichwahl zwischen den beiden Kandidaten mit den meisten Stimmen vorgesehen.
Zugleich fanden am Wahltag 16. Juni 2019 die Parlamentswahl, die Wahl von 20 Abgeordneten des Zentralamerikanischen Parlaments und 340 Bürgermeisterwahlen statt.

## Wahl und Stichwahl
Der erste Wahlgang fand am 16. Juni, die Stichwahl am 11. August 2019 statt.
Im ersten Wahlgang lag die ehemalige First Lady Sandra Torres von der formal sozialdemokratischen UNE mit rund 25,5 % der Stimmen in Führung. Am 11. August trat sie zur Stichwahl gegen den konservativen Alejandro Giammattei (Vamos) an, der in der ersten Runde knapp 14 % der Stimmen erzielt hatte. Giammattei setzte sich im zweiten Wahlgang mit knapp 60 % der gültigen Stimmen durch.
Der Kandidat Estuardo Galdámez von der bisherigen Regierungspartei, der nationalkonservativen Frente de Convergencia Nacional (FCN), erreichte im ersten Wahlgang lediglich 4,12 %.

## Ergebnisse

### Präsidentschaftswahl
| Kandidaten                                                     | Kandidaten             | Parteien                                     | 1. Wahlgang | 1. Wahlgang | 2. Wahlgang | 2. Wahlgang |
| Kandidaten                                                     | Kandidaten             | Parteien                                     | Stimmen     | %           | Stimmen     | %           |
| -------------------------------------------------------------- | ---------------------- | -------------------------------------------- | ----------- | ----------- | ----------- | ----------- |
|                                                                | Alejandro Giammattei   | Vamos                                        | 608.083     | 13,9        | 1.907.767   | 58,0        |
|                                                                | Sandra Torres          | Unidad Nacional de la Esperanza              | 1.122.939   | 25,6        | 1.384.044   | 42,0        |
|                                                                | Edmond Mulet           | Partido Humanista de Guatemala               | 493.710     | 11,3        |             |             |
|                                                                | Thelma Cabrera         | Movimiento para la Liberación de los Pueblos | 452.260     | 10,3        |             |             |
|                                                                | Roberto Arzú           | Partido de Avanzada Nacional – Podemos       | 267.049     | 6,1         |             |             |
|                                                                | Isaac Farchi           | Visión con Valores                           | 259.616     | 5,9         |             |             |
|                                                                | Manuel Villacorta      | Winaq                                        | 229.362     | 5,2         |             |             |
|                                                                | Estuardo Galdámez      | Frente de Convergencia Nacional              | 180.414     | 4,1         |             |             |
|                                                                | Julio Héctor Estrada   | Compromiso, Renovación y Orden               | 165.031     | 3,8         |             |             |
|                                                                | Fredy Cabrera          | Todos                                        | 138.333     | 3,2         |             |             |
|                                                                | Amílcar Rivera         | Victoria                                     | 111.998     | 2,6         |             |             |
|                                                                | Pablo Ceto             | Unidad Revolucionaria Nacional Guatemalteca  | 94.531      | 2,2         |             |             |
|                                                                | Pablo Duarte           | Partido Unionista                            | 62.679      | 1,4         |             |             |
|                                                                | Manfredo Marroquín     | Encuentro por Guatemala                      | 50.594      | 1,2         |             |             |
|                                                                | Aníbal García          | Libre                                        | 41.800      | 1,0         |             |             |
|                                                                | Benito Morales         | Convergencia                                 | 37.579      | 0,9         |             |             |
|                                                                | Luis Velásquez         | Unidos                                       | 26.921      | 0,6         |             |             |
|                                                                | José Luis Chea Urruela | Partido Productividad y Trabajo              | 23.962      | 0,5         |             |             |
|                                                                | Danilo Roca            | Avanza                                       | 21.410      | 0,5         |             |             |
| Gesamt                                                         | Gesamt                 | Gesamt                                       | 4.378.271   | 100         | 3.291.811   | 100         |
|                                                                |                        |                                              |             |             |             |             |
| Leere Stimmzettel                                              | Leere Stimmzettel      | Leere Stimmzettel                            | 452.708     | 9,0         | –           | –           |
| Ungültige Stimmzettel                                          | Ungültige Stimmzettel  | Ungültige Stimmzettel                        | 209.444     | 4,2         | –           | –           |
| Wähler                                                         | Wähler                 | Wähler                                       | 5.040.423   | 61,8        | –           | –           |
| Wahlberechtigte                                                | Wahlberechtigte        | Wahlberechtigte                              | 8.150.221   |             | 8.150.221   |             |
|                                                                |                        |                                              |             |             |             |             |
| Quellen: Tribunal Supremo Electoral, 1. Wahlgang – 2. Wahlgang |                        |                                              |             |             |             |             |

- Ungültige Stimmen (votos nulos), bei denen die Wahl nicht mit einem geeigneten Zeichen markiert wurde oder wo die Markierung über mehrere Wahlzettel verläuft.
- Zusätzlich wurden noch 44.093 Stimmen für ungültig (votos inválidos) erklärt, die nicht auf offiziellen Stimmzetteln abgegeben wurden, die im falschen Wahlbezirk abgegeben wurden, die nicht mit den Unterlagen der jeweiligen Wahlkommission übereinstimmten oder bei denen sich die Identität des Wahlberechtigten eindeutig offenbarte.[11] Diese votos inválidos wurden vom Wahlgericht bei der Berechnung der Wahlbeteiligung nicht berücksichtigt.

### Parlamentswahl
| Listen                                                                                             | Listen                                       | Provinzialstimmen | Provinzialstimmen | Provinzialstimmen | Nationalstimmen | Nationalstimmen | Nationalstimmen | Mandate Gesamt |
| Listen                                                                                             | Listen                                       | Stimmen           | %                 | Mandate           | Stimmen         | %               | Mandate         | Mandate Gesamt |
| -------------------------------------------------------------------------------------------------- | -------------------------------------------- | ----------------- | ----------------- | ----------------- | --------------- | --------------- | --------------- | -------------- |
| | Unidad Nacional de la Esperanza              | 731.015           | 17,4              | 47                | 717.204         | 17,8            | 7               | 54             |
| | Vamos                                        | 331.810           | 7,9               | 13                | 320.939         | 8,0             | 3               | 16             |
| | Unión del Cambio Nacional                    | 243.757           | 5,8               | 10                | 218.914         | 5,4             | 2               | 12             |
| | Movimiento Semilla                           | 215.669           | 5,1               | 5                 | 211.691         | 5,3             | 2               | 7              |
| | Frente de Convergencia Nacional              | 227.144           | 5,4               | 6                 | 210.307         | 5,2             | 2               | 8              |
| | Bienestar Nacional                           | 209.206           | 5,0               | 6                 | 194.067         | 4,8             | 2               | 8              |
| | Visión con Valores                           | 181.588           | 4,3               | 5                 | 189.467         | 4,7             | 2               | 7              |
| | Partido Humanista de Guatemala               | 186.776           | 4,5               | 4                 | 188.234         | 4,7             | 2               | 6              |
| | Valor                                        | 215.338           | 5,1               | 8                 | 183.814         | 4,6             | 1               | 9              |
| | Compromiso, Renovación y Orden               | 189.654           | 4,5               | 5                 | 177.681         | 4,4             | 1               | 6              |
| | Todos                                        | 205.144           | 4,9               | 6                 | 177.182         | 4,4             | 1               | 7              |
| | Winaq                                        | 144.314           | 3,4               | 3                 | 141.252         | 3,5             | 1               | 4              |
| | Prosperidad Ciudadana                        | 152.540           | 3,6               | 2                 | 131.694         | 3,3             | 1               | 3              |
| | Movimiento para la Liberación de los Pueblos | 123.084           | 2,9               | –                 | 121.743         | 3,0             | 1               | 1              |
| | Partido Unionista                            | 109.736           | 2,6               | 2                 | 118.337         | 2,9             | 1               | 3              |
| | Unidad Revolucionaria Nacional Guatemalteca  | 116.943           | 2,8               | 2                 | 112.037         | 2,8             | 1               | 3              |
| | Partido de Avanzada Nacional                 | 104.900           | 2,5               | 1                 | 110.016         | 2,7             | 1               | 2              |
| | Victoria                                     | 71.630            | 1,7               | 2                 | 101.418         | 2,5             | 1               | 3              |
| | Fuerza                                       | 99.090            | 2,4               | –                 | 77.862          | 1,9             | –               | –              |
| | Encuentro por Guatemala                      | 77.756            | 1,9               | –                 | 71.668          | 1,8             | –               | –              |
| | Podemos                                      | 77.756            | 1,9               | 1                 | 67.610          | 1,7             | –               | 1              |
| | Convergencia                                 | 51.024            | 1,2               | –                 | 49.284          | 1,2             | –               | –              |
| | Libre                                        | 51.518            | 1,2               | –                 | 48.267          | 1,2             | –               | –              |
| | Avanza                                       | 24.735            | 0,6               | –                 | 31.750          | 0,8             | –               | –              |
| | Partido Productividad y Trabajo              | 30.656            | 0,7               | –                 | 29.729          | 0,7             | –               | –              |
| | Unidos                                       | 32.111            | 0,8               | –                 | 25.258          | 0,6             | –               | –              |
| Gesamt                                                                                             | Gesamt                                       | 4.193.388         | 100               | 128               | 4.027.425       | 100             | 32              | 160            |
| |                                              |                   |                   |                   |                 |                 |                 |                |
| Leere Stimmzettel                                                                                  | Leere Stimmzettel                            | –                 | –                 |                   | 532.060         | 10,5            |                 |                |
| Ungültige Stimmzettel                                                                              | Ungültige Stimmzettel                        | –                 | –                 |                   | 492.345         | 9,7             |                 |                |
| Wähler                                                                                             | Wähler                                       | 5.051.830         | 62,0              |                   | 5.051.830       | 62,0            |                 |                |
| Wahlberechtigte                                                                                    | Wahlberechtigte                              | 8.150.221         |                   |                   | 8.150.221       |                 |                 |                |
| |                                              |                   |                   |                   |                 |                 |                 |                |
| Quellen: Tribunal Supremo Electoral, Nationalstimmen – Provinzialstimmen: Summe nach Departamentos |                                              |                   |                   |                   |                 |                 |                 |                |

- Votos inválidos: 42.442 (Nationalstimmen).